# Polyplectropus javanicus
Polyplectropus javanicus är en nattsländeart som beskrevs av Georg Ulmer 1905. Polyplectropus javanicus ingår i släktet Polyplectropus och familjen fångstnätnattsländor. Inga underarter finns listade i Catalogue of Life.